# I delitti dei padri
I delitti dei padri (Die Sünden der Väter) è un cortometraggio muto del 1913 sceneggiato e diretto da Urban Gad.

## Trama
In casa, Hanna cerca di combattere l'alcolismo del padre senza risultati. La giovane donna, allora, per guadagnare qualche soldo, va a fare la modella alla scuola d'arte, dove si innamora di Marten, uno dei pittori. Ma la relazione finisce presto perché lui lascia lo studio per recarsi in Italia. Quando torna, non riconosce più Hanna che, per il dolore, ha cercato il conforto nel bere, seguendo le orme del padre ed è totalmente cambiata. Nel bar dove la incontra, Marten - ignaro - le chiede di posare per lui come modella per un quadro allegorico sull'ubriachezza. Hanna accetta ma, quando il quadro è finito, lo distrugge per vendicarsi. Ormai la sua vita finisce prematuramente come quella del padre.

## Produzione
Il film fu prodotto dalla Deutsche Bioscop GmbH e venne girato nei Bioscop-Atelier di Neubabelsberg.

## Distribuzione
In Germania, il film - un cortometraggio di tre bobine vietato ai minori - uscì nelle sale tedesche il 28 febbraio 1913 attraverso la Internationale Film-Vertriebs GmbH (Frankfurt am Main + Wien) con il visto di censura rilasciato in data 28 gennaio, mentre venne distribuito in Danimarca il 25 agosto dello stesso anno tradotto in Fædrenes synd.
La Pathé Frères importò la pellicola negli Stati Uniti dove venne distribuita dalla General Film Company il 26 febbraio 1914 usando i titoli Regina o The Devil's Assistant.